# Пущин, Константин Михайлович
Константин Михайлович Пущин (1570-е — 1640-е годы) — тульский помещик и городовой дворянин, воевода в Туле, Болхове и Осколе.

## Биография
Представитель дворянского рода Пущиных. Сын тульского помещика Михаила Пущина (ум. до 1587).
В 1589—1629 годах упоминается как помещик Тульского уезда. В 1622 году Константин Пущин был окладчиком дворян и детей боярских Тульской десятни.
В 1622—1623 годах — осадный воевода в Туле, в 1625—1626 годах составлял писцовые книги церквей, посадских дворов, лавок и кузниц в городе Новосиль.
В 1626—1627 годах К. М. Пущин находился на воеводстве в Болхове, а в 1635—1637 годах — воевода в Осколе.
Оскольский воевода Константин Пущин ограбил литовских купцов, которые приезжали в Оскольский уезд тайно продавать вино и табак; за это царь Михаил Фёдорович распорядился воеводу «по сыску казнить смертью», а его сына и 25 человек, которые также оказались виновны в этом деле, велел жестоко наказать при литовских подданных, приезжавших для розыска, и отдать этим последним награбленное. Из-за челобитья оскольских воро̀тников о неприневоливании их быть «наплечными мастерами» (то есть палачами), царь велел выбрать из «гулевых людей», кто к тому делу похочет, чтобы совершить казнь над Пущиным.

## Дети
- Матвей Константинович Пущин, дворянин тульской десятни (1622), дворянин московский (1656—1677)
- Андрей Константинович Пущин, дворянин тульской десятни (1622)
- Панкратий Константинович Пущин (ум. 1677), дворянин тульской десятни (1622), воевода (1637) и дворянин московский (1658)